# Manoel Gomes
Manoel Jardim Gomes, mieux connu sous le nom de Manoel Gomes (né le 2 décembre 1969 à Balsas, Maranhão), est un chanteur et compositeur brésilien de brega. Il est connu pour avoir créé la chanson Caneta azul, qui est devenue un mème Internet.

## Biographie
Manoel Gomes est né à Balsas et, depuis son enfance, s'intéresse à la musique. Le chanteur a même déclaré, dans des interviews, qu'il écrit des chansons depuis l'âge de 15 ans. Il a fréquenté le lycée et jusqu'en 2019 a travaillé comme agent de sécurité de quartier. Cependant, après son succès et la sortie de ses chansons, il réside à São Luís, au Brésil.

### Carrière musicale
Le musicien acquiert une notoriété dans la seconde moitié de 2019 avec la chanson Caneta azul, écrite par Manoel lui-même. Il a écrit la chanson sur la base d'une expérience personnelle de perdre fréquemment ses stylos à l'école. La chanson devient virale et reçoit des interprétations de plusieurs artistes de la scène musicale, tels que Wesley Safadão et Simone Mendes. Manoel n'a enregistré la chanson qu'après son succès.
Après le succès immédiat, Manoel commence à voyager à travers le Brésil et à se produire dans différents États. À cette époque, le chanteur a même déclaré qu'il avait l'intention d'enregistrer son premier album, avec un répertoire complètement auctorial. Cependant, en 2020, une renommée soudaine coïncide avec la pandémie de Covid-19 au Brésil. Dans ce scénario, le chanteur réussit tout de même à se démarquer avec la promotion des lives. L'une d'elles a même attiré plus de 1,5 million de téléspectateurs. Malgré cela, Manoel Gomes rencontre des problèmes de monétisation et prend un coup de son ancien manager.
En août 2020, Manoel Gomes sort Caneta azul, son premier album. Le projet comprend une production musicale et des arrangements du percussionniste Laércio da Costa. En plus de la chanson titre, produite en deux versions en bachata et axé. Le répertoire apporte des chansons comme Maura, Ela É muito É Vagabunda et Parabéns. Eu Vou Quero de Ser Besta, du même album, remporte une version vidéoclip et génère environ 100 000 vues en moins d'une semaine.
En 2023, il sort le single Lá Ele (en) aux côtés de l'auteur-compositeur-interprète Tierry.

### Politique
Avec le projet Caneta azul, Manoel Gomes parvient à relancer sa popularité en 2022, notamment sur les réseaux sociaux tels que TikTok et Instagram. La même année, le musicien se présente comme député de l'État du Maranhão pour le Parti libéral. Le musicien obtient 7 000 voix et ne remporte pas l'élection, mais réussit à obtenir un siège de député. Il n'a pas été élu mais a obtenu 7 543 de voix.

## Discographie
- 2020 : Caneta azul